# آلدو فیریکانو
آلدو فیریکانو (انگلیسی: Aldo Firicano؛ زادهٔ ۱۲ مارس ۱۹۶۷) بازیکن فوتبال اهل ایتالیا است.
از باشگاه‌هایی که در آن بازی کرده‌است می‌توان به باشگاه فوتبال تراپانی، باشگاه فوتبال فیورنتینا، باشگاه فوتبال سالرنیتانا، باشگاه فوتبال اودینزه، باشگاه فوتبال کالیاری، و باشگاه فوتبال اتلتیکو آرتزو اشاره کرد.